# Зелёный луч (фильм)
«Зелёный луч» (фр. Le Rayon vert) — фильм режиссёра Эрика Ромера, вышедший в прокат 3 сентября 1986 года.

## Сюжет
Пятый фильм из серии «Комедии и пословицы», эпиграфом к которому служат строки из стихотворения Артюра Рембо «Песня с высочайшей башни»: «Ах, пусть настанет время, / Что увлечёт сердца» (Ah ! que le temps vienne / Où les cœurs s'éprennent).
Дельфина, секретарша, работающая в Париже, женщина лет тридцати, но все ещё очень чувствительная и романтичная, переживает разрыв со своим мужчиной. Запланированная на отпуск поездка с друзьями в Грецию срывается, от приглашения родственников отправиться вместе с ними в Ирландию Дельфина отказывается сама. Подруги убеждают мечтательницу искать нового дружка, поскольку моложе она не становится, а время неумолимо идёт. Дельфина едет вместе с подругой Франсуазой к её знакомым в Шербур. Те находят гостью несколько странной, в том числе из-за её строгого вегетарианства и убеждённости, что природе не следует без необходимости причинять ни малейшего вреда (ни цветы рвать, ни ветки ломать). На предложение прокатиться по морю она отвечает отказом, поскольку у неё морская болезнь, и даже на качелях её сильно укачивает. В конечном счёте хозяева, не выдержав, её саму сравнивают с растением.
Когда Франсуаза возвращается в Париж, Дельфина, не желая оставаться в Нормандии, где ей ни с кем не удалось познакомиться, уезжает вместе с ней. Затем она прибывает к знакомым в Альпы, но и там чувствует себя не в своей тарелке, и в тот же день, после недолгой прогулки, к немалому удивлению друзей, уезжает обратно.
До конца отпуска ещё далеко, и Дельфина решает отправиться в Биарриц, где знакомится на пляже со шведской туристкой Леной, загорающей топлесс, и для которой знакомство с парнями не составляет проблемы. Новая знакомая уговаривает парижанку следовать её примеру, но та не может пересилить себя, и спасается бегством. На улице Дельфина слышит беседу пожилых дам, обсуждающих книгу Жюля Верна «Зелёный луч» и природный феномен, описанный в этом романе. Согласно рассказу романиста, человек, увидевший зелёный луч, получает дар познания сердечных глубин и своих, и чужих. Оказавшийся рядом старичок разъясняет физическую природу этого сравнительно редко наблюдаемого феномена.
Дельфина в начале фильма подобрала на улице игральную карту с зелёной рубашкой, и, столкнувшись с этим цветом ещё несколько раз при необычных (по её мнению) обстоятельствах, поверила, что зелёный цвет принесёт ей удачу. Тем не менее, Биарриц её разочаровал так же, как и другие районы Шестиугольника, и она отправляется на вокзал, чтобы вернуться в столицу поездом. Дочитывая «Идиота», она встречается взглядом с молодым человеком, краснодеревщиком Венсаном, с которым решает вступить в беседу. Венсан собирается в Сен-Жан-де-Люс, и Дельфина неожиданно для самой себя напрашивается к нему спутницей.
В ходе беседы в уличном кафе женщина объясняет новому знакомому свои представления о любви, и рассказывает о малоудачном жизненном опыте. По её словам, она трижды была влюблена. Венсан на соответствующий вопрос отвечает, что ещё никого по-настоящему не любил, но надеется восполнить этот пробел. Прогуливаясь по набережной с Венсаном, Дельфина натыкается на торговую вывеску с надписью «Зелёный луч», и решает попытаться увидеть это явление. Двое садятся на морском берегу и наблюдают закат. Женщина от переизбытка чувств начинает всхлипывать, мужчина её утешает, затем оба напряжённо смотрят вслед погружающемуся в океанские воды дневному светилу, и когда солнечный диск скрывается из виду, на горизонте, к удивлению Венсана и бурной радости Дельфины, вспыхивает зелёный проблеск.

## В ролях
- Мари Ривьер — Дельфина

В Париже:
- Амира Шемахи — секретарша
- Сильви Рише — секретарша
- Лиза Эредиа — Мануэла (также монтажёр фильма)
- Базиль Жервез — пенсионерка
- Виржини Жервез — подруга предыдущей
- Рене Эрнандес — подруга предыдущей
- Доминик Ривьер — Доминика
- Клод Жюльен — Клод
- Аларик Жюльен — Аларик
- Летиция Ривьер — Бибиш
- Изабель Ривьер — Изабель
- Беатрис Роман — Беатриса
- Розетта — Франсуаза
- Марчелло Педзутто — соблазнитель
- Ирен Скоблин — Ирен

В Шербуре:
- Эрик Ам — Эдуар
- Жерар Кере, Жюли Кере, Брижитт Пулен, Жерар Лелё, Ванесса Лелё и Юже Фоот — семья и друзья Франсуазы

В Ла-Плане:
- Мишель Лабурр — Мишель
- Поло — Поло

В Биаррице:
- Мария Куто-Палос, Иза Бонне, Ив Дуаамбур — беседующие женщины
- доктор Фридрих Гюнтер Христляйн — дед, рассказывающий о природе феномена
- Полетт Христляйн — жена предыдущего
- Карита — Лена
- Марк Вивас — Пьеро
- Жоэль Комарло — Жоэль
- Венсан Готье — Венсан

## Технические сведения
- Режиссёр — Эрик Ромер
- Сценарий  — Эрик Ромер при участии Мари Ривьер
- Оператор — Софи Ментиньё
- Директор картины — Франсуаза Этчегарай
- Звук — Клодин Нугаре
- Монтаж — Мария Луиза Гарсия (Лиза Эредиа)
- Спецэффекты — Филипп Демар
- Сведение — Доминик Аннекен
- Музыка — Жан-Луи Валеро
- Производство — Маргарет Менегос (Les Films du Losange), при участии министерства культуры, министерства почт и телекоммуникаций, Пьера Шотара и Жерара Ломона
- Прокат — AAA Classic
- Формат — 1,37:1 (или 1,33:1[1]); 16-мм (в некоторых сценах 35 мм)

## О фильме
Диалоги были написаны при участии исполнительницы главной роли Мари Ривьер, вклад которой в разработку экранного образа героини был специально отмечен в титрах. Импровизации актрисы в немалой степени способствовали успеху картины.
Лента получила Золотого льва на Венецианском кинофестивале 1986 года, Эрик Ромер премию ФИПРЕССИ, а Мари Ривьер премию Пазинетти за лучшую женскую роль. 31 августа, в день представления на фестивале, и за три дня до выхода на экраны кинотеатров, лента была показана по телевидению на Canal+, что не помешало ей собрать более 460 000 зрителей. Предварительный телевизионный показ был явлением необычайным, но Ромер по этому поводу заявил, что всего лишь повторил идею, использованную Жаном Ренуаром для представления «Завтрака на траве».
Героиню фильма режиссёр описал следующим образом:

Дельфина, сама того не зная, является персонажем сильным, идущим к неведомой цели. Она — романтик, верящий в любовь, и глубоко чувствующий необходимость оставаться самой собой во что бы то ни стало, по отношению ко всем и против всех. Она чудесная, Дельфина. Разом и осторожная и упрямая. Трогательная и раздражающая. И перед такой прелестью, хрупкостью и неловкостью мы разрываемся между чувствами и смехом. Дельфина это где более, а где менее Мари Ривьер, которая дала ей свои жесты и даже свои слова. Вот как есть такое обыкновение, с нежностью называть всех детей «моя лань». Но лань, это она, Мари-Дельфин, гибкая, стремительная, испуганная. Лань в лесу в ожидании своего принца. «Актеры, — по словам Мари Ривьер, — говорят своим собственным языком, подобно тому, как ремесленник изъясняется при помощи рук».— Télérama
По словам Мари Ривьер, режиссёр

...обнаруживал исключительное в банальном. У меня впечатление, что немногие персонажи кино вызывают такое сродство, эмпатию, узнавание, как Дельфина, хотя и парализованная одиночеством, в «Зелёном луче».— Liberation
Ещё долгое время после выхода фильма случайные встречные люди на улице благодарили персонажа и актрису.

## Музыка
По словам композитора Жана-Луи Валеро, Ромер заказал ему всего четыре-пять минут музыки, при этом предложив тему. В сценах, где героиня видит знаки судьбы (две игральные карты и вывеска магазина) должна была звучать скрипка. «Он меня просил сделать бетховеновскую фугу из этой темы, в которой, конечно, не было ничего бетховеновского». Композитору пришлось напрячь все свои способности фугиста, чтобы добиться результата, используя атональную тему, при том, что фуга является апогеем контрапункта, основанного на тональной системе.
В итоге он написал две фуги, одна из которых (трио) звучит в финальной сцене, а вторая (струнный квартет) — в заключительных титрах. Ромера несколько беспокоило то, что он не мог услышать результат до самой записи, поскольку струнное трио или квартет невозможно наиграть на пианино, но с этим пришлось смириться.

## Критика
Критики считают «Зелёный луч» одной из самых чувственных работ Ромера. Еженедельник Télérama ставит его на третье место в своей пятёрке лучших фильмов режиссёра. Обозреватель The Observer, в рецензии, написанной по случаю ретроспективы фильмов Ромера, также считает эту картину, возможно, самой лучшей из цикла, и отмечает изящество сюжета этого серьёзного и грустного фильма об одиночестве, но также и его волшебный финал.
Роджер Эберт, в целом позиционирующий себя в качестве поклонника творчества Ромера, именно этот фильм оценил невысоко (на троечку), при этом сделав предположение о художественном методе режиссёра:

По-моему, вот как он делает. Он берет целую историю — скажем, историю любви, — и убирает начало и конец, потому что они всегда одинаковы. Потом рассматривает то, что осталось, и выбирает ту часть, которая полнее выявляет характер. А затем делает фильм об этом. Он похож на фотографа, который вырезает только ту часть снимка, что его интересует. Помните фильм "Колено Клер", который был, в некотором роде, на самом деле и в буквальном смысле про колено Клер? "Summer" можно было бы назвать "Вздох Дельфины".— Ebert R. Summer
Винсент Кенби из The New York Times был о картине более высокого мнения, но также отметил, что Дельфина — архетипическая «ромеровская» героиня, из тех, что бывают только в кино.
Яростный ненавистник всей Новой волны Жак Лурсель в своём «Словаре кино» даёт картине уничтожающую характеристику, называя «Зелёный луч» «одним из худших, если не самым худшим», из 20 000 полнометражек, среди которых он производил отбор для своего опуса. Маститый критик собирает вместе всевозможные упрёки («литературщина», «риторическое словоблудие», «да это вообще не текст», «опыт 1960-х годов, ныне отброшенный даже режиссёрами-документалистами, работающими в прямом эфире»), и делает следующий вывод:

Единственный интерес от такого фильма, как «Зелёный луч», в том, что он позволяет оценить, до какой степени кино может опуститься в области пустых импровизаций, самолюбования и невыразительности.— Lourcelles J. Dictionnaire du cinéma. T. III, p. 3

## Зелёный луч

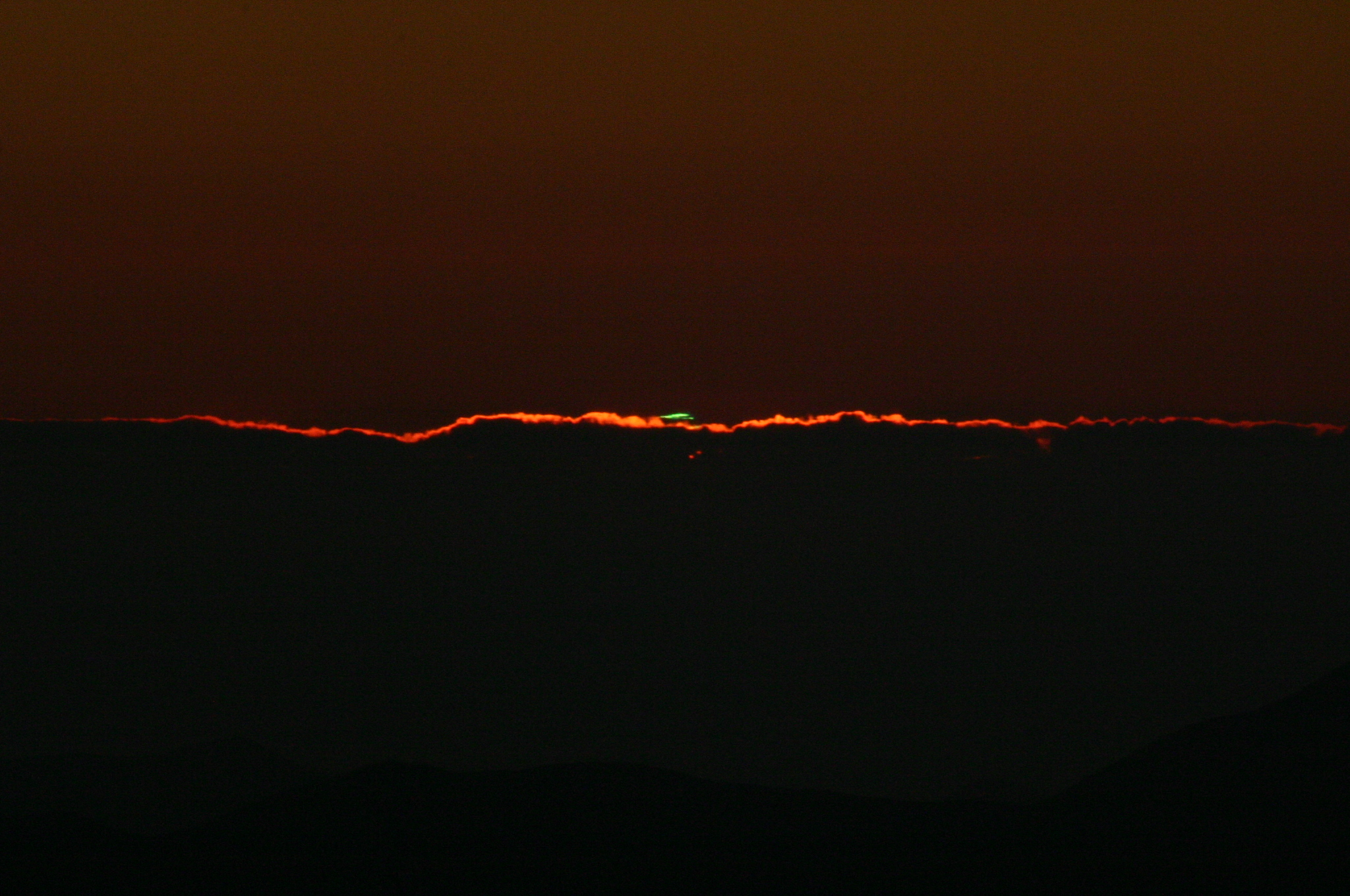
Зелёный луч, наблюдавшийся в обсерватории Ла Силья 15 октября 2005

По свидетельству монтажёра Филиппа Демара, Ромеру для завершения картины требовался настоящий зелёный луч, и он был категорически против спецэффектов, не только из-за стремления к аутентичности, но и потому что, подобно Жюлю Верну, хотел решить для себя вопрос о том, действительно ли это объективный природный феномен, или обман зрения. Сам он несколько раз видел это явление, но хотел запечатлеть на плёнку. Зелёный луч для него был метафорой любви героини фильма: чувственной иллюзией или вечной истиной.
На поиски луча ушло семь месяцев. Для этой цели был отряжён сначала один оператор, а затем ещё несколько. Ромер уже приступил к съёмкам «Четырёх приключений Ренетт и Мирабель», а предыдущая картина ещё не была закончена. Наконец, зимой 1986 года на Канарских островах удалось поймать в объектив неуловимый феномен. Режиссёр не удовлетворился результатами, и потребовал их продублировать. Через десять дней операторам удалось повторить успех, но и самый лучший результат состоял всего из двадцати кадров.
В результате все же пришлось прибегнуть к замедлению и калибровке, чтобы добиться на экране картинки, доступной человеческому восприятию.

## Комментарии
1. ↑  На протяжении всей картины она неоднократно начинает рыдать без видимого повода, под напором эмоций, чем приводит в недоумение окружающих. На этот раз ей удаётся удержать себя в руках